# Федерально керовані племінні території

Адміністративний поділ провінції Хайбер-Пахтунхва (зелений колір) та Федерально керованих племінних територій (синій колір)

Федерально керовані племінні території (урду وفاقی قبائلی علاقہ جات, англ. Federally Administered Tribal Areas, FATA), відомі також як Зона племен — колишній регіон на північному заході Пакистану, що лежав між провінцією Хайбер-Пахтунхва (раніше Північно-західна прикордонна провінція) і кордоном з Афганістаном. Межують з Афганістаном на північному заході, провінцією Хайбер-Пахтунхва на сході та з Белуджистаном на півдні. Територія 27219 км². Значною мірою Зона племен контролювалася рухом Талібан.
Згідно з конституцією Пакистану, на територію Зони племен не поширювалася юрисдикція пакистанських судів (зокрема Верховного суду).
Території не входили до складу будь-якої з провінцій країни і самі не були провінцією. Адміністративним центром територій до 2018-го був місто Пешавар, яке сам не входив до їх складу, а був і є столицею сусідньої провінції Хайбер-Пахтунхва.

## Адміністративний поділ
В адміністративному відношенні поділялися на сім племінних агенцій та шість прикордонних регіонів.

### Агенції
1. Баджаур
2. Куррам
3. Мохманд
4. Оракзай
5. Північний Вазиристан
6. Хайбер
7. Південний Вазиристан

### Прикордонні регіони
1. Банну
2. Дера-Ісмаїл-Хан
3. Кохат
4. Лаккі-Марват
5. Пешавар
6. Танк